# Eixo cafeeiro
Eje Cafetero (ou em português eixo cafeeiro) é uma região geografica da Colômbia, que inclui os departamentos de Caldas, Risaralda e Quindío no oeste do pais em zona montanhosa.
As cidades capitas destes departamentos são Manizales, Pereira e Armenia. A região é chamada de eixo cafeeiro "Eje Cafetero" porque é ali onde se concentra a maior parte de produção cafeeira do país.
No início de século XX, a região era importante na distribuição de mercadorias importadas da Europa.

## UNESCO
A UNESCO inscreveu o Eje cafetero com o nome de Paisagem Cultural do Café da Colômbia como Patrimônio Mundial por "ser um exemplo excepcional de paisagem cultural produtora sustentável única e representante de uma tradição que é um forte símbolo da cafeicultura mundial"